# Asura obliterata
Asura obliterata là một loài bướm đêm thuộc phân họ Arctiinae, họ Erebidae.